# Schameder
Schameder is een plaats in de Duitse gemeente Erndtebrück, deelstaat Noordrijn-Westfalen, en telt 620 inwoners.